# Distrikt Llocllapampa
Der Distrikt Llocllapampa liegt in der Provinz Jauja in der Region Junín in Zentral-Peru. Der Distrikt wurde am 23. Oktober 1896 gegründet. Er besitzt eine Fläche von 109 km². Beim Zensus 2017 wurden 1205 Einwohner gezählt. Im Jahr 1993 lag die Einwohnerzahl bei 1966, im Jahr 2007 bei 1343. Sitz der Distriktverwaltung ist die 3496 m hoch gelegene Ortschaft Llocllapampa mit 678 Einwohnern (Stand 2017). Llocllapampa befindet sich 14 km westsüdwestlich der Provinzhauptstadt Jauja.

## Geografische Lage
Der Distrikt Llocllapampa befindet sich im Andenhochland im zentralen Westen der Provinz Jauja. Er erstreckt sich entlang dem rechten Flussufer des in östlicher Richtung fließenden Oberlaufs des Río Mantaro. Im Nordwesten reicht der Distrikt bis zur Mündung des Río Pachacayo.
Der Distrikt Llocllapampa grenzt im Westen an den Distrikt Canchayllo, im Norden an den Distrikt Curicaca, im Nordosten an den Distrikt Janjaillo, im Osten an den Distrikt Parco, im Südosten an den Distrikt Paccha sowie im zentralen Süden an den Distrikt Sincos.

## Ortschaften
Im Distrikt gibt es neben dem Hauptort folgende größere Ortschaften:
- Antapata
- Matachico
- Quinches